# متسلسلة نيتروبسينية
متسلسلة نيتروبسينية (بالإنجليزية: Streptomyces netropsis)‏ هي نوع من البكتيريا، إيجابية الغرام، تتبع المتسلسلة.